# Eadbaldo de Kent
Eadbaldo (m. 640) fue rey de Kent desde 616 hasta su muerte. Sucedió a su padre Ethelberto que había convertido a Kent en potencia hegemónica en Inglaterra durante su reinado y fue el primer rey anglosajón en convertirse al Cristianismo. La ascensión al trono de Eadbaldo constituyó un serio revés para la Iglesia católica, ya que no se bautizó hasta varios años después de su coronación. Finalmente, fue convertido por los arzobispos Lorenzo o Justo y se separó de su primera esposa, que había sido su madrastra, presionado por la Iglesia. Se casó posteriormente con Ymme, posiblemente una princesa franca hija de Teodeberto II, con la que tuvo dos hijos, Eormenredo y Eorcenberto (también Earcomberto), y una hija, Eanswith.
La influencia de Eadbaldo fue menor que la de su padre, pero Kent era lo suficientemente poderoso como para escapar al dominio de Edwin de Northumbria. El matrimonio de Edwin con la hermana de Eadbaldo, Æthelburg, normalizó las relaciones entre Kent y Northumbria que aparentemente continuaron hasta el reinado de Osvaldo. Cuando Æthelburg huyó a Kent tras la muerte de Edwin alrededor de 633, envió a sus hijos a Francia por temor a las intrigas tanto de Eadbaldo como de Osvaldo. La línea real de Kent realizó varios matrimonios diplomáticos durante los años subsiguientes, incluyendo el matrimonio de Eanfleda, sobrina de Eadbaldo, con Oswiu, y de Eorcenberto con Sexburga, hija del rey Anna de Anglia Oriental
Eadbaldo murió en 640 y fue sucedido por Eorcenberto. Eormenredo pudo haber sido su hijo mayor, pero si reinó fue solo como un rey subalterno.

## Kent en las fuentes tempranas

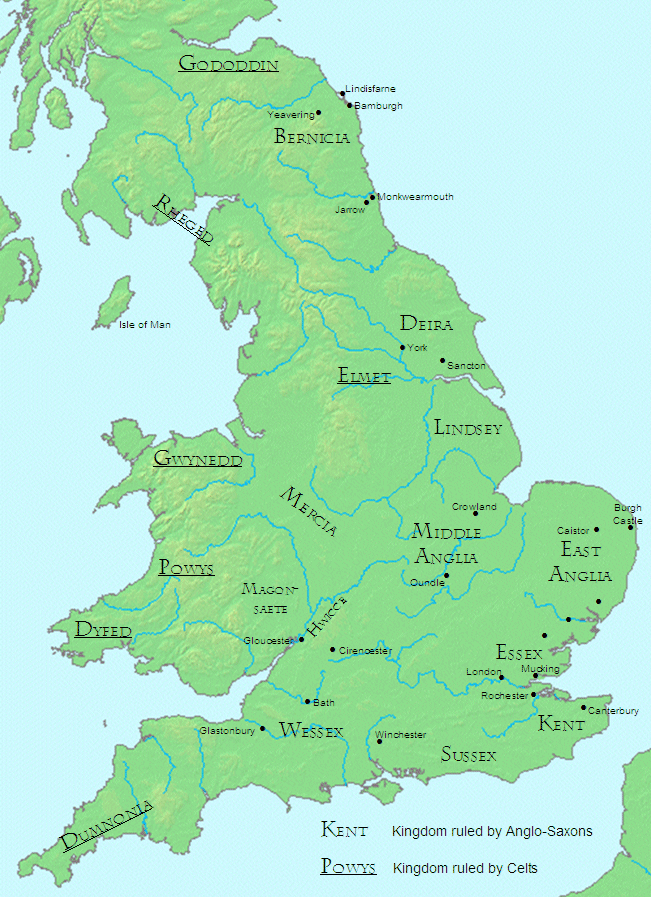
El estado de Inglaterra anglosajona al momento del nacimiento de Eadbaldo.

El poblamiento de Kent por habitantes continentales, principalmente Jutos, se había completado a fines del siglo VI. El padre de Eadbaldo, Ethelberto, probablemente llegó al trono entre 589 y 590, aunque la cronología de este reino es muy difícil de determinar de manera precisa. Ethelberto fue registrado por el cronista temprano Beda como poseedor de la jefatura suprema o imperium sobre otros reinos anglosajones. Durante su reinado, Kent se convirtió en un reino poderoso con relaciones comerciales estables con el continente europeo.
La Britania Romana ya se había convertido al Cristianismo, pero los invasores anglosajones eran tanto iletrados como paganos. En 597, Agustín de Canterbury fue enviado por Gregorio Magno a Inglaterra con la misión de convertir a estos pueblos al cristianismo. Agustín logró convertir a Ethelberto, que le entregó tierras en Canterbury. Otros dos reyes, Saeberto de Essex, y Raedwald de Anglia Oriental, fueron convertido por influencia de Ethelberto.
Una fuente importante para este periodo en la historia de Kent es la Historia ecclesiastica gentis Anglorum, escrita en 731 por Beda, un monje benedictino de Northumbria. Beda estaba interesado principalmente en la Cristianización de Inglaterra, pero provee información sustancial sobre historia secular, incluyendo los reinados de Ethelberto y Eadbaldo. Uno de los corresponsales de Beda fue Albinus, abad del monasterio de San Pedro y San Pablo (posteriormente llamado de San Agustín) en Canterbury. Una serie de textos relacionados conocida como la Leyenda de San Mildrith proporciona información adicional sobre los eventos en las vidas de los hijos de Eadbaldo y sobre el mismo Eadbaldo. La Crónica anglosajona, una colección de anales reunidos alrededor de 890 en el reino de Wessex, también proporciona información a este respecto. Otras fuentes incluyen las bulas papales, las listas reales de los reyes de Kent y cartas tempranas. Las cartas eran documentos destinadas a registrar las donaciones de tierras realizadas por los reyes a sus seguidores o a la iglesia, por lo que proveen algunas de las fuente documentarias más tempranas en Inglaterra; no obstante, ninguna del reinado de Eadbaldo sobrevivió en forma original, pero existen algunas copias posteriores.

## Sucesión
Eadbald falleció en 640 y, según la leyenda de San Mildrith fue sucedido por su hijo Eorcenberto; sin embargo, Eormenredo pudo haber sido un rey subalterno bajo el reinado de Eorcenberto y la versión de los eventos proporcionada por la leyenda de San Mildrith pudo haber sido un intento de desacreditar a pretendientes a la corona de la línea de Eormenredo.